# Tuta (e-mail)
Tuta, voorheen Tutanota, is een end-to-end versleutelde e-mail- en agendaservice gevestigd in Duitsland. De diensten zijn advertentievrij en afhankelijk van donaties en premium-abonnementen. Het bedrijf gebruikt ook het enkel hernieuwbare energie, onder andere in hun kantoorgebouwen en datacenters. Tuta heeft onlangs in alle producten post-kwantum cryptografiefuncties geïntegreerd via zijn nieuwe encryptie protocol - TutaCrypt, ter vervanging van standaard encryptiemethoden zoals RSA-2048 en AES-256 voor alle nieuw aangemaakte accounts na maart 2024. Het bedrijf is ook bezig met oudere accounts over te zetten naar het nieuwe encryptie protocol.

## Geschiedenis

Tutanota-logo van 2014 tot 2024

Tutanota is afgeleid van het Latijn en bevat de woorden "tuta" en "nota", wat "beveiligd bericht" betekent. Tutao GmbH werd in 2011 opgericht in Hannover, Duitsland.
Het doel van de ontwikkelaars van Tuta is om te strijden voor e-mail privacy. Hun visie kreeg nog meer belang toen Edward Snowden in juli 2013 de massasurveillance programma's van de NSA onthulde, zoals XKeyscore.
Sinds 2014 is de software open-source en kan deze door buitenstaanders worden beoordeeld en gecontroleerd op GitHub.
In augustus 2018 werd Tuta de eerste e-mailprovider die zijn app uitbracht op F-Droid, waardoor alle afhankelijkheid van eigendomsmatige code werd weggenomen. Dit was onderdeel van een volledige remake van de app, waarbij de afhankelijkheid van GCM voor meldingen werd verwijderd door het te vervangen door SSE. De nieuwe app maakte ook zoeken en 2FA mogelijk en kreeg een nieuwe, herwerkte gebruikersinterface.
Het bedrijf kondigde in maart 2019 een overgang naar 100% hernieuwbare elektriciteit aan. Dit besluit viel samen met de deelname van hun werknemers aan de protesten van Fridays for Future.
In november 2020 beval de rechtbank in Keulen dat er toezicht moest worden gehouden op één Tuta-account dat was gebruikt voor een afpersingspoging. De monitoringfunctie zou alleen van toepassing moeten zijn op toekomstige, niet-versleutelde e-mails die dit account ontvangt en zal geen invloed hebben op eerder ontvangen e-mails.
In juni 2023 beweerden de eigenaren van Tuta dat ze meer dan 10 miljoen gebruikers hadden.
Op 7 november 2023 kondigde Tutanota aan dat het bedrijf voortaan simpelweg 'Tuta' zou heten. De voormalige domeinnaam tutanota.com verwijst nu door naar de kortere naam tuta.com.
Op 11 november 2023 werd beweerd dat Tuta werd gebruikt als honeypot voor criminelen, met een achterdeur van de autoriteiten. Een voormalig RCMP- agent, Cameron Ortis, getuigde dat de dienst werd gebruikt als een soort etalage om criminelen te lokken en informatie te verkrijgen over degenen die erin trapten. Hij verklaarde dat de autoriteiten de hele dienst in de gaten hielden en de gegevens doorgaven aan Five Eyes, die ze vervolgens weer doorstuurde naar de RCMP om meer kennis te vergaren over de criminele onderwereld. Er is echter nooit bewijs geleverd om deze bewering te staven, en Tuta heeft de bewering weerlegd.
Op 1 oktober 2024 lanceerde Tuta zijn eigen versleutelde agenda-app.

## Diensten

### Tuta Mail
"Tuta Mail" is de eerste en belangrijkste service van Tuta. Tuta Mail is een volledig end-to-end versleutelde e-mailservice die u kunt downloaden voor Android (Google, F-Droid, apk) en iOS. Tuta Mail heeft e-mailclients voor Linux, Windows en macOS. Het is ook toegankelijk via een webbrowser. In 2024 introduceerde Tuta kwantumbestendige algoritmen in een hybride protocol vergelijkbaar met Signal om de gegevens te beschermen tegen toekomstige aanvallen van kwantumcomputers.

### Tuta Calendar
De "Tuta Calendar" is ook versleuteld met post-kwantumcryptografie. Tuta Calendar werd voor het eerst uitgebracht als een geïntegreerde kalender in Tuta Mail. In oktober 2024 bracht Tuta het uit als een zelfstandige agenda-app voor iOS en Android.

## Encryptie
Wanneer een gebruiker zich registreert op Tuta, worden er lokaal op het apparaat een persoonlijke en publieke sleutel gegenereerd. De persoonlijke sleutel wordt gecodeerd met het wachtwoord van de gebruiker voordat deze naar de servers van Tuta wordt verzonden. Gebruikerswachtwoorden worden gehasht met behulp van Argon2 en SHA256.
E-mails tussen Tuta-gebruikers worden automatisch end-to-end versleuteld. Tuta versleutelt ook onderwerpregels en bijlagen van e-mails, agenda's met metadata en zoekindexen. De e-mailadressen van gebruikers, verzenders en ontvangers worden in platte tekst opgeslagen. De tijdstempels die aangeven wanneer een e-mail is verzonden of ontvangen, zijn ook niet versleuteld.
Tuta gebruikt een gestandaardiseerde, hybride methode die bestaat uit een symmetrisch en een asymmetrisch algoritme - AES met een lengte van 256 bit en RSA met 2048 bit. Voor een versleutelde e-mail naar een externe ontvanger moet eenmalig een wachtwoord voor het symetrisch versleutelen en ontsleutelen van de e-mail worden uitgewisseld. De ontvanger krijgt dan een melding met een link naar een tijdelijk Tuta-account. Na het invoeren van een eerder uitgewisseld wachtwoord kan de ontvanger het bericht lezen en end-to-end versleuteld antwoorden.
Tuta Mail maakt gebruik van post-kwantumcryptografie functies via het nieuwe protocol TutaCrypt voor accounts die na maart 2024 zijn aangemaakt. TutaCrypt combineert traditionele encryptiemethoden met kwantumbestendige algoritmen om communicatie te beveiligen. Het vervangt de vorige RSA-2048-sleutels door twee nieuwe sleutelparen:
- Elliptic Curve Key Pair: Utilizes the X25519 curve for the Elliptic Curve Diffie-Hellman (ECDH) key exchange.
- Kyber-1024 Key Pair: Implements post-quantum key encapsulation using the CRYSTALS-Kyber algorithm.

TutaCrypt maakt gebruik van AES-256 in CBC-modus naast HMAC-SHA-256 voor geverifieerde symmetrische encryptie. En de overgang naar TutaCrypt voor oude bestaande gebruikersaccounts die vóór maart 2024 zijn aangemaakt, zal in december 2024 plaatsvinden. Op 11 maart 2025 liet het weten dat 50% van zijn gebruikers al "beschermd worden met post-kwantum encryptie". Tuta gaf ook aan dat het geen gebruik maakt van PGP vanwege de beperkingen bij het versleutelen van onderwerpregels en het gebrek aan flexibiliteit voor algoritme-updates. S/MIME wordt ook vermeden vanwege kritieke kwetsbaarheden die in 2018 zijn geïdentificeerd.

## Ontvangst
Reviews van Tech websites en de privacy-gemeenschap zijn over het algemeen positief over Tuta. In juli 2023 prees TechRadar Tuta Mail als een "uitstekend platform voor versleutelde e-mail" met de nadruk op de uitgebreide functies en het intuïtieve ontwerp. Het bekritiseerde echter de beperkingen in de klantenondersteuning en de kosten van extra opslag. In juni 2024 gaf PCMag Tuta een beoordeling van 4 op 5 vanwege de sterke encryptie en de gebruiksvriendelijke interface. CyberNews gaf Tuta een algemene beoordeling van 4,6, maar bekritiseerde Tuta vanwege het ontbreken van PGP- en IMAP -ondersteuning. Ook werd gewezen op het feit dat Tuta's hoofdkwartier in Duitsland gevestigd was, als een nadeel van deelname aan de Fourteen Eyes Alliance.

## Toekomst
Tuta werkt aan een cloudopslagplatform genaamd "TutaDrive" met een focus op post-kwantumcryptografie. Het project, officieel "PQDrive - Development of a Post-Quantum Encrypted Online Storage" genaamd, wordt gefinancierd door het KMU-innovativ-programma van de Duitse overheid (€ 1,5 miljoen), dat kleine en middelgrote ondernemingen (MKB) zoals Tuta ondersteunt. Het project ontvangt verdere steun via een samenwerking van € 600.000 met de Universiteit van Wuppertal, die een sleutelrol zal spelen in onderzoek en ontwikkeling.

## Account verwijderen
Tuta verwijdert automatisch gratis accounts als ze gedurende 6 maanden niet gebruikt zijn. Ze doen dit om veiligheidsredenen en om de dienst gratis te kunnen aanbieden.
Tuta voldoet sinds 2018 ook aan de AVG.

## Censuur
Tuta is sinds oktober 2019 geblokkeerd in Egypte en sinds februari 2020 in Rusland. De redenen zijn onbekend (hoewel men vermoedt dat dit verband houdt met acties tegen diensten die buiten het land opereren, met name de welke gebruikmaken van versleutelde communicatie).